# Museo-laboratorio della civiltà contadina
Il museo-laboratorio della civiltà contadina è un museo etno-antropologico di Matera, situato nell'antico rione dei Sassi di Matera.

Il museo è stato realizzato da Donato Cascione ed è gestito dall'omonima associazione culturale (ONLUS).

## Struttura
Il museo ha attualmente un'estensione di 500 m²: nella sua realizzazione definitiva comprenderà il doppio della superficie attuale e si completerà con i laboratori in cui i giovani potranno imparare gli antichi mestieri (cartapestaio, vasaio, panieraio, ecc.).
Il museo è costituito da una serie di abitazioni, collegate per esigenze espositive. Il primo ambiente riproduce un “lamione soppalcato”, unico vano costruito (XVI sec) che prolunga il volume di una grotta preesistente (casa grotta): consentiva al nucleo familiare di separarsi, durante la notte, dalle bestie.
La popolazione dei Sassi era costituita per il 70% da contadini; il rimanente 30% era dedito ad innumerevoli attività artigianali che miravano a soddisfare tutte le esigenze locali, dal momento che gli scambi commerciali erano molto limitati, per la mancanza di adeguate infrastrutture.
Pertanto, nelle altre sale espositive, sono state ricostruite le botteghe artigiane che operavano lungo le strade di questi antichi rioni; sono presenti, inoltre, ambienti di vita tipici di questa società agricolo-pastorale (ciddaro) e testimonianze relative a temi strettamente connessi alla storia del Sud (brigantaggio, infanzia).

## Allestimento
L'allestimento delle sale espositive è stato preceduto da anni di raccolta mirata di oggetti di uso quotidiano e di attrezzi di vari mestieri che erano alla base della vita economica e sociale della città dei Sassi.

Un criterio fondamentale ha ispirato l'impostazione dei vari ambienti: il museo non doveva risultare una fredda esposizione di oggetti e arnesi, ma una ricostruzione di ambienti il più possibile fedele alla realtà.

La fase operativa dell'allestimento, preceduta dallo studio approfondito dei testi più significativi della "letteratura contadina", è stata confortata dalla consulenza di anziani che hanno vissuto questa storia la cui testimonianza è costellata di particolari che nessun testo potrebbe fornire, perché sgorgano da esperienze personali.

## Percorso di visita

### Mappa
- Cortile esterno (0)
- "La stanza del prete" (1)
- Setacciaio (2)
- Ingresso (→)
- WC (3)
- Casa tipica (4)
- Tessitura (5)
- Direzione (6)

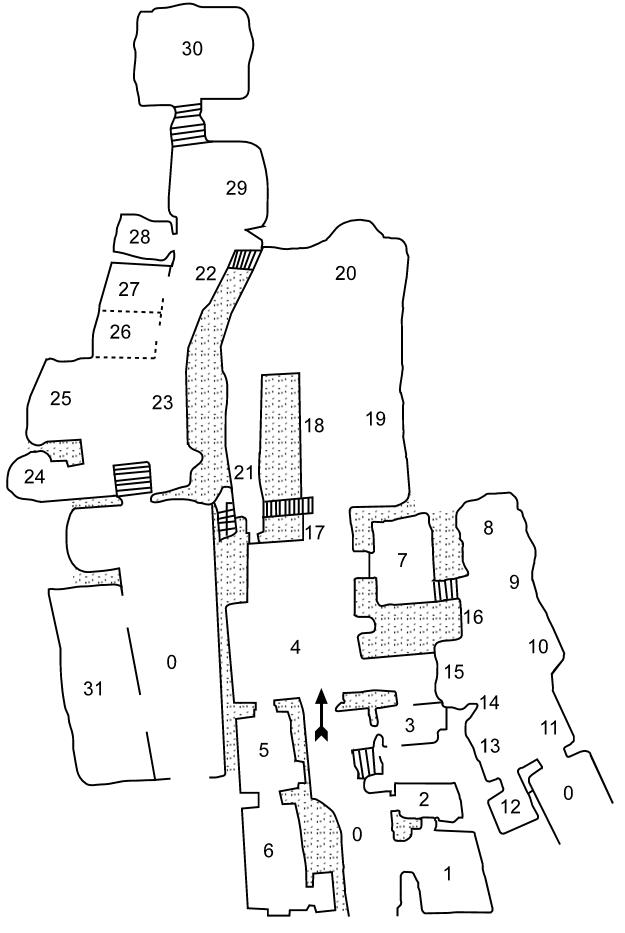
Mappa del museo laboratorio della civiltà contadina di Matera

- Attrezzi per vagliare, macinare e conservare i cereali (7)
- Conciapelli (8)
- Cassone del grano con misure a volume (9)
- Pastorizia (10)
- Cestaio (11)
- "La breve infanzia" (12)
- Attrezzi dei cavamonti (13)
- Sedia del lustrascarpe (14)
- Sala da barba (15)
- Vetrina dedicata al brigantaggio postunitario (16)
- Banchetto dell'intagliatore (17)
- Ebanista (18)
- Mastro d'ascia (19)
- Fabbro (20)
- Sartoria (21)
- Conciapiatti (22)
- Vasaio (23)
- Arrotino (24)
- Cantina pubblica (Ciddaro) (25)
- Sellaio (26)
- Calderaio (27)
- Calzolaio (28)
- Attrezzi agricoli (29)
- Scalpellino (30)
- Sala d'accoglienza (31)

## Attività
Attualmente l'associazione è impegnata sul fronte della fruizione, che si vuol garantire a diversi livelli: dalla semplice visita turistica alla ricerca approfondita che accompagna itinerari didattici predisposti per studenti di ogni ordine e grado.

Diverse sono le attività culturali che l'associazione svolge nel suo territorio, sempre finalizzate al coinvolgimento dei giovani (lavori di gruppo, produzione di materiale didattico, drammatizzazioni, pubblicazioni di testimonianze, ecc.).

### Laboratorio
Recentemente è stato attivato un primo laboratorio artistico, finalizzato allo svolgimento di diverse attività espressive: produzione di materiale grafico-pittorico, decorazione di ceramica, lavorazione di argilla e legno.

I manufatti sono riproduzioni e rielaborazioni di oggetti legati alla vita nei Sassi, nonché rappresentazioni di situazioni di vita tipiche della società agricolo-pastorale.

Il laboratorio consente l'organizzazione e lo svolgimento di innumerevoli attività didattiche che coinvolgono studenti di scuole di ogni ordine e grado.

### Pubblicazioni
L'associazione ha, inoltre, raccolto i risultati delle proprie ricerche etnografiche (testimonianze, foto, documenti) in una pubblicazione, "I racconti del Museo", giunta alla sua terza edizione (italiano-inglese); ha prodotto un CD-ROM che consente la visita virtuale delle sale espositive e un opuscolo sui sistemi di raccolta delle acque a Matera dal Neolitico alla metà del XX secolo, oltre ad una guida multilingue.